# Anjar (Guyarat)
Anjar (en guyaratí: અંજાર ) es una ciudad de la India en el distrito de Kutch, estado de Guyarat.

## Geografía
Se encuentra a una altitud de 71 m s. n. m. a 312 km de la capital estatal, Gandhinagar, en la zona horaria UTC +5:30.

## Demografía
Según estimaciones del año 2011 contaba con una población de 85.462 habitantes.